# فيليكس رودريغيز سوسا
فيليكس رودريغيز سوسا هو سياسي مكسيكي، ولد في 25 أغسطس 1952 في ولاية موريلوس في المكسيك. نشط حزبياً في الحزب الثوري المؤسساتي. وقد انتخب عضو مجلس النواب المكسيك ‏.